# Алкмеон Кротонский
Алкмеон Кротонский (др.-греч. Ἀλκμαίων) — древнегреческий философ, врач и учёный, живший в V в. до н.э. Возможно, был учеником Пифагора. Автор первого древнегреческого медицинского трактата.

## Учение
Согласно Алкмеону, область человеческого знания ограничена опытом, и всё, что опытом не постигается («знание о невидимом»), доступно лишь богам. Таким образом, с точки зрения теории познания Алкмеон был эмпириком и сенсуалистом; в отличие от философов милетской школы, Алкмеон не касается вопросов метеорологии и космогонии. В трактате «О природе» Алкмеон впервые рассматривает проблемы эмбриологии, физиологии, теории ощущений, психологии (впоследствии эти вопросы затрагивались в трактатах «О природе» других авторов); изучал он также зоологию и ботанику. Подобно Аристотелю, Алкмеон считал началами пары противоположностей, и здоровье, по Алкмеону, сохраняется при равновесии сил (греч. Ισονομία των δυνάμεων), то есть равновесии пар противоположностей: влажного и сухого, горячего и холодного, горького и сладкого (число пар противоположностей, в отличие от пифагорейцев, философ считал неопределённым). Болезнь наступает тогда, когда одна из сил берёт господство (греч. μοναρχία). Основой терапии учёный считал лечение противоположного противоположным. Учение Алкмеона о здоровье оказало значительное влияние на античную медицинскую мысль.
В учении о природе Вселенной Алкмеон использовал метод биоморфных аналогий: человеческое тело понималось им как микрокосм. Бессмертная душа человека («псюхе»), находящаяся в вечном круговом движении, соответствует бессмертной части космоса — Солнцу, Луне и звёздам. Временам года соответствуют возрастные фазы жизни человека: молодость соответствует весне, старость — осени. Люди умирают от того, что происходит «несоединение начала с концом», как в годовом цикле. Космологическая концепция Алкмеона повлияла на взгляды Платона и Аристотеля (трактат «О небе»).
Опираясь на вскрытие животных и проводя наблюдения над заболеваниями и повреждениями мозга, он открыл главные нервы органов чувств (названные им, как и Аристотелем, «ходами» или «каналами»), их пути и окончания в мозговом центре. В отличие от принятых в то время представлений, Алкмеон помещал источник познания не в сердце, а в мозг, считая его органом мышления. Открытие Алкмеона было отвергнуто Аристотелем (помещавшим сознание в сердце) и стоиками, но воспринято Платоном (трактат «Тимей») и врачами школы Гиппократа. Философ отделял мышление от ощущения: «Мы отличаемся от других [животных] тем, что не только ощущаем, но и мыслим».
В ряде сочинений Алкмеон писал о развитии зародыша в утробе матери.
Занимаясь ботаникой, Алкмеон объяснял происхождение растений взаимодействием солнца и земли.